# Loek van den Boog
Loek van den Boog (1953) is een Nederlands voormalig korfballer. Hij werd Nederlands kampioen met zijn ploeg Allen Weerbaar en werd de eerste speler die de prijs van Beste Korfballer van Nederland in ontvangst mocht nemen (1981). Daarnaast was Van den Boog ook speler van het Nederlands korfbalteam.

## Speler
Van den Boog debuteerde in 1972 in het eerste team van Allen Weerbaar. Op dat moment speelde de ploeg niet op het hoogste Nederlandse niveau, maar de ploeg had grote ambities. 
Samen met Bram van der Zee zorgde Van den Boog voor een groot aanvallend vermogen. Dit resulteerde in de promotie in de zaal in 1974.

### Mid Jaren '70
In seizoen 1974-1975 speelde Allen Weerbaar in de zaal voor de Hoofdklasse en deed meteen goede zaken. Als debutant in de hoofdklasse verzamelde de ploeg, onder leiding van coach Kees van Lunteren 22 punten uit 15 wedstrijden en eindigde op de 1e plaats in de Hoofdklasse A. Zodoende mocht de debutant in het eerste jaar meteen de Nederlandse zaalfinale spelen. Tegenstander was Ons Eibernest, een ploeg die al 7 zaalfinales in de clubgeschiedenis had gespeeld. In de zaalfinale van 1975 won Ons Eibernest in de Arnhemse Rijnhal met 10-8. Aan de Amsterdamse kant was Van den Boog wel topscoorder met 5 van de 8 goals.
In seizoen 1975-1976 deed Allen Weerbaar zowel goede als minder goede zaken. In de zaal bleef de ploeg in de Hoofdklasse A steken op een 4e plaats met slechts 17 punten, 5 punten minder dan het jaar ervoor. In het veld werd echter wel feest gevierd, want de ploeg werd kampioen in de Overgangsklasse en promoveerde aan het eind van het seizoen naar de Hoofdklasse.
In 1976 kreeg de selectie van Allen Weerbaar versterking in de persoon van Koos Snel, ook een speler met een groot aanvallend vermogen. Het zorgde in seizoen 1976-1977 voor een 1e plaats in de zaal in de Hoofdklasse B, waardoor het voor de tweede keer in de clubgeschiedenis in de zaalfinale stond. In de finale trof het een andere Amsterdamse club, namelijk LUTO, dat in 1974 nog de zaaltitel opeiste. In de finale was Allen Weerbaar met 11-8 te sterk, waardoor de club voor de eerste keer Nederlands zaalkampioen werd.
In seizoen 1977-1978 had Allen Weerbaar pech in de zaalcompetitie. Het haalde 21 punten binnen en werd net tweede in de Hoofdklasse B, waardoor het op 2 punten na de eerste plek miste. Zodoende kon AW hun zaaltitel van 1977 niet verdedigen.
In 1978-1979 werd AW wederom 1e in de zaalcompetitie. De finale werd, net als in 1977, een Amsterdams onderonsje want Allen Weerbaar trof AKC Blauw-Wit. Dit maal ging de titel wel naar Blauw-Wit met een einduitslag van 12-11.

### De Jaren '80
Seizoen 1980-1981 was een bijzonder jaar voor Van den Boog. Allen Weerbaar verzamelde 24 punten in de zaalcompetitie en ging als titelfavoriet de zaalfinale in, de 4e zaalfinale in 6 jaar tijd. De finale werd gespeeld tegen Deetos, de regerend zaalkampioen. Deetos vloog uit de startblokken en kwam 4-0 voor, maar AW knokte zich terug in de wedstrijd. Uiteindelijk scoorde Bram van der Zee 2 treffers in de tweede helft, waardoor de wedstrijd in 7-7 eindigde. Er moest een verlenging aan te pas komen en toen sloeg Allen Weerbaar toe. AW won uiteindelijk met 10-9, wat de 2e zaaltitel voor de club betekende. Daarnaast werd Van den Boog in 1981 onderscheiden met de prijs van Beste Korfballer van Nederland, de eerste keer dat deze prijs werd uitgedeeld.
In de seizoenen erna haalde Allen Weerbaar pas in 1984 weer de zaalfinale. In deze finale ontbrak Van den Boog, die kampte met een knieblessure die een einde aan zijn carrière maakte. Als onderdeel van de ploeg was hij wel aanwezig bij de zaalfinale, die ook dit maal naar Allen Weerbaar ging. In de veldcompetitie van 1983-1984 degradeerde AW uit de Hoofdklasse.

## Erelijst
- Nederlands Zaalkampioen, 3x (1977, 1981, 1984)
- Korfballer van het Jaar, 1x (1981)

## Oranje
Van den Boog speelde 8 officiële interlands met het Nederlands korfbalteam. Van deze 8 caps speelde hij er 3 op het veld en 5 in de zaal.